# PoSAT-1
PoSAT-1 (auch OSCAR 28) ist der erste portugiesische Satellit. Es handelt sich um einen Technologieerprobungs-, Erdbeobachtungs- und Amateurfunksatelliten.
Er wurde am 26. September 1993 zusammen mit den Satelliten SPOT 3, Stella, Healthsat 2, Eyesat, ITAMSAT und KITSAT 2 mit einer Ariane-40-H-10-Trägerrakete vom Kourou Space Center in Französisch-Guayana in die Umlaufbahn gebracht und etwa 20 Minuten nach dem Start in einer Höhe von 807 Kilometern von der Trägerrakete getrennt.

## Geschichte
PoSAT-1 gehört zu der Klasse der Mikrosatelliten und ist mit 11 Einschüben modular aufgebaut, die unterschiedliche elektronische Untersysteme beinhalten, wie zum Beispiel Computer System Board, Sternsensor, Global Positioning System, zwei Funkübertragungseinheiten mit 2 und 10 Watt Sendeleistung und das Rechensystem zur digitalen Verarbeitung und Speicherung der Kameradaten sowie der Steuerung des Satelliten. Die vier Solarmodule aus jeweils 1344 GaAs-Halbleiterelementen sind an den Seiten der Struktur des Satelliten angebracht. Zur Speicherung der Solarenergie sind 10 Nickel-Cadmium-Akkumulatoren verbaut.
Das Erdbeobachtungssystem besteht aus zwei CCD-Kameras, die unabhängig parallel voneinander arbeiten. Sie haben jedoch unterschiedliche Winkelbereiche. Eine Kamera deckt mit einer Auflösung von 2,2 km eine Fläche von 1232 × 1267 km auf der Erde (Weitwinkel) ab, die andere hat einen Abdeckungen von 123 × 127 km mit einer Auflösung von 220 m (Tele). Alle Bilder werden verarbeitet, durch das Transputermodul komprimiert, in einer RAM-Disk gespeichert und können von der Bodenstation abgerufen werden.
Er bildet ein Quader mit den Abmessungen 35 × 35 × 58 Zentimeter. Die Gesamtmasse des Satelliten beträgt rund 50 Kilogramm.
Das gesamte Projekt wurde von einem Konsortium von Hochschulen und Unternehmen in Portugal finanziert und entwickelt. Der Satellit selbst wurde in Großbritannien von der Firma SSTL auf Basis der Mikrosatelliten-Plattform SSTL-70 gebaut. Die Entwicklungs- und Baukosten wurden mit rund 5 Millionen Euro genannt. Leiter und Entwickler des PoSAT-Projektes ist Fernando Carvalho Rodrigues vom „Instituto Superior Técnico“, der auch als Vater der portugiesischen Satelliten bekannt wurde. Der Satellit wird von der Bodenstation der „Companhia Portuguesa Rádio Marconi“ in der Nähe der portugiesischen Stadt Sintra gesteuert. Die Übertragung der Daten erfolgt im sogenannten  Teilstreckenverfahren (engl. store and forward), dazu verwendet das Kommunikationssystem zur Fernbedienung und Telemetrie einen Modulator (FSK 9600 mit 34,8 kbps) und einen Demodulator (FSK und AFSK 9600 bis 1200 bps).

## Nutzung
Der Generalstab der portugiesischen Streitkräfte verwendete den PoSAT-1, um Daten zu den militärischen Einheiten der Marine bei Auslandeinsätzen zu übertragen. Er diente auch als Kommunikationssystem für Store-and-forward-Nachrichten für die Bodentruppen der Streitkräfte von Portugal im Rahmen der UN-Friedensmission, wie zum Beispiel in Angola (UNAVEM III).

### Amateurfunk
Einen Teil der Übertragungstechnik konnten auch Funkamateure zeitweise nutzen. Der Satellit wurde dafür mit einem Bulletin Board ausgerüstet, das Internetverkehr im Teilstreckenverfahren ermöglichte. In dieser Funktion wird er als OSCAR 28 oder PO-28 (PoSAT-OSCAR 28) geführt. Ab Ende 1994 bis 2005 war er für Funkamateure nicht nutzbar.

## Konsortium
- INETI – Instituto Nacional de Engenharia, Tecnologia e Inovação
- EFACEC, Electromecânica SA
- OGMA, Indústria Aeronáutica de Portugal SA
- Companhia Portuguesa Rádio Marconi SA
- Oficinas Gerais de Material Aeronaútico, SA
- Alcatel Portugal
- CEDINTEC – Centro de Desenvolvimento e Inovação Tecnológicos
- IST – Instituto Superior Técnico
- UBI – Universidade da Beira Interior
- Surrey Satellite Technology Ltd, Endmontage